# Didier Angibeaud
Didier Angibeaud-Nguidjol (ur. 8 października 1974 w Duali) – kameruński piłkarz występujący na pozycji pomocnika. Posiada również obywatelstwo francuskie.

## Życiorys
Swoją profesjonalną karierę rozpoczynał w sezonie 1992/1993 w Le Havre AC, gdzie występował trzy lata. Przez dwa sezony jego klubowym kolegą był inny Kameruńczyk – André Kana-Biyik. W 1995 roku zmienił swojego pracodawcę na drużynę Ligue 2, FC Istres, gdzie zaliczył bardzo udany sezon. Rozegrał 27 meczów i 7 razy trafił do siatki rywala. Na sezon 1996/1997 przeniósł się do Sportingu Toulon Var, z którym zajął 14. miejsce na zapleczu Ligue 1. Następnie, Angibeaud przeniósł się do OGC Nice, z którym również uplasował się na 14 pozycji w Ligue 2. Przed sezonem 1997/1998 napłynęła oferta z austriackiego Sturmu Graz i piłkarz zmienił barwy klubowe. W 2001 roku Didier Angibeaud zdecydował się zakończyć karierę.
Ma na swoim koncie udział w Mistrzostwach Świata w 1998 roku. We Francji rozegrał wszystkie trzy mecze, a Kamerun pożegnał się z turniejem już w fazie grupowej. Angibeaud rozegrał całe spotkanie z Austrią i Włochami (żółta kartka w 79 minucie), oraz 25 minut spotkania z Chile. Łącznie, w reprezentacji rozegrał 6 meczów.
| Sezon   | Klub                | Kraj    | Flaga   | Rozgrywki  | Mecze | Bramki |
| ------- | ------------------- | ------- | ------- | ---------- | ----- | ------ |
| 1992/93 | Le Havre AC         | Francja | Francja | Ligue 1    | 0     | 0      |
| 1993/94 | Le Havre AC         | Francja | Francja | Ligue 1    | 17    | 0      |
| 1994/95 | Le Havre AC         | Francja | Francja | Ligue 1    | 0     | 0      |
| 1995/96 | FC Istres           | Francja | Francja | Ligue 2    | 27    | 7      |
| 1996/97 | Sporting Toulon Var | Francja | Francja | Ligue 2    | 28    | 3      |
| 1997/98 | OGC Nice            | Francja | Francja | Ligue 2    | 28    | 1      |
| 1998/99 | Sturm Graz          | Austria | Austria | Bundesliga | 14    | 1      |
| 1999/00 | Sturm Graz          | Austria | Austria | Bundesliga | 6     | 0      |
| 2000/01 | Sturm Graz          | Austria | Austria | Bundesliga | 2     | 0      |